# Korsakovova psychóza
Korsakovova psychóza, také amnestický syndrom, či Meynertova amence je neurologické duševní onemocnění zapříčiněné organickým poškozením mamilárních tělísek a thalamu, především tzv. Papezova okruhu, z čehož vyplývá hluboké narušení krátkodobé paměti (Anterográdní amnézie), která je následovně kompenzována konfabulacemi.
Nejčastěji se tento syndrom rozvíjí pro závažný nedostatek vitamínu B1 (Thiamin), a nejobvykleji se rovněž vyskytuje mezi jedinci, již jsou závislí na alkoholu (občas nasedá na delirium tremens), či trpí dlouhodobou podvýživou, přičemž výskyt této choroby je celkem vzácný.
Příčinností často bývají i neuroinfekce, poškození mozku, tumory III. komory mozkové, otrava rtutí, paralytické onemocnění, či demence, které vedou k narušení výměny thiaminu, či poškodí mamilární tělíska.
Její podstatou je závažná vada krátkodobé paměti, a to především v oblastech vštípivosti (Schopnosti zapamatování) a také zachování dřívějších vzpomínek a znalostí z blízké minulosti. Tyto paměťové mezery poté pacient zaměňuje s rozličnými smyšlenými příběhy a zážitky, které mají bludnou povahu, tzn. že jim sám nevyvratitelně věří; I tyto konfabulace jsou ovšem ve velmi krátkém období pacientem zapomenuty a postižený jedinec tak k jedné události, bude přikládat nové a nové, smyšlené vzpomínky. Tato dezorientace v čase obvykle vyúsťuje v apatii, anhedonii a může vyústit až v obraz trvalého poškození intelektu, které většinou budí dojem Alzheimerovy nemoci. Poměrně časté jsou i bolestivé polyneuritidy a halucinatorní zážitky.

## Dějiny a výzkum
První lékař, jež se zmínil o pravděpodobné existenci tohoto onemocnění byl James Jackson (1777–1867), neurolog působící v Massachusetts General Hospital a přednášející na fakultě Boston Medical School, který roku 1822 zveřejnil článek o periferní alkoholické polyneuritidě. Roku 1868, poté Sir Samuel Wilks, lékař z Guy's Hospital v Londýně, zaznamenal jisté duševní změny v případech alkoholické paraplegie.
Její název však nese jméno ruského neurologa a psychiatra Sergeje Korsakova, z roku 1887, jenž se snažil prokázat, že poruchy paměti nejsou nutně podkladem pro diagnózu demence. Osobně tento stav nazýval, jako tzv. cerebropathia psychica toxaemica. Název Korsakovova syndromu následně v praxi zavedl Friedrich Jolly (1844–1904).
V dnešní době je lékaři všeobecně považována za organický amnestický syndrom, ale také, jako velmi obtížně léčitelné onemocnění, a občas i prevalentně vzácný následek tzv. Wernickeovy encefalopatie, která je prvotně zapříčiněná nedostatkem vitamínu B1, nebo celkové vitamínové řady B; která se navíc vyznačuje zmateností, letargií, poruchami vědomí, deliriem, demencí, obrnou okohybných svalů, diplopií (dvojité vidění), poruchami chůze, či ataxií.
V případě Wernickeovy encefalopatie se vždy přistupuje k vitamínové terapii B1, ovšem v případě Korsakovovy psychózy, která má často zcela odlišnou etiologii tyto léčebné postupy selhaly, což rovněž naznačilo hluboké reziduální důsledky tohoto onemocnění.

## Příznaky a prognóza
Základními projevy jsou.:

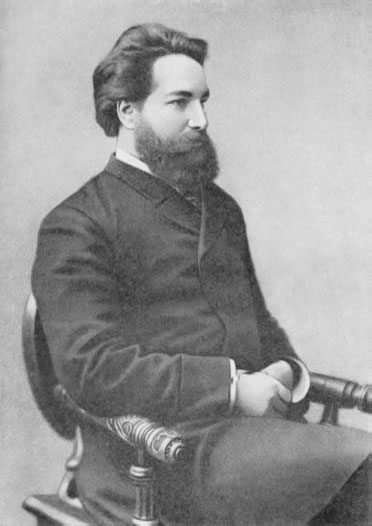
Sergej Sergejevič Korsakov

- Anterográdní amnézie (Porucha vštípivosti)
- Retrográdní amnézie
- Konfabulace (Smyšlené události) - (Mírné případy mohou býti obtížně rozpoznatelné)
- Časoprostorová dezorientace
- Halucinace
- Polyneuritida

Mezi ostatní možné příznaky se řadí i úzkost, deprese, delirium, zmatenost, či nespavost. Mnozí jedici vykazovali i bolesti v končetinách, oboustrannou ochablost zápěstí, nebo častější oboustrannou ochablost chodidel za pocitu ostré bolesti, či tlaku v okolí dlouhých periferních nervových vláken.
Prvotní příznaky tohoto onemocnění se začínají projevovat obvykle kolem 50. roku věku. Terapií sice ustupují obvyklé nepříjemné a bolestivé polyneuritické projevy (Nervové záněty), ale choroba má, bohužel většinou za následek jisté kvazi-defekty osobnosti, připodobnitelné k demenci, které jsou přítomny až u poloviny těchto pacientů; Inteligence, vědomí a úsudek jsou ovšem nedotčeny, pokud nedojde k deterioraci.
Jedinci postižení touto chorobu jsou si často schopni uvědomovat pouze daný okamžik přítomnosti, jelikož značná část jejich zpětné paměti byla silně poškozena a nejsou schopni si na delší údobí vštípit nové informace, které obvykle zapomínají v řádu sekund, případně minut.

## Příčinnost
Základní fyziologickou příčinností je oboustranné poškození mamilárních tělísek, Papezova okruhu i oblastí, které k němu přiléhají, jako jsou temporální, frontobazální krajiny a především gyrus cinguli, či středové a hřbetní raphe nuclei. Celkový obraz zahrnuje rovněž zřetelný neuronální úbytek, gliózu (rozpad neuroglií) a samostatné poškození mozkových buněk (Především jejich pochev) v oblasti thalamu.
Z biochemického hlediska je zde význačná především činná látka ve výměně thiaminu, difosforečnan B1, jenž je nejvýznamnějším spolučinitelem a koenzymem v metabolismu glukózy. Enzymy, jejichž funkce závisí na této látce jsou spojeny s tzv. TCA cyklem, který katalyzuje oxidaci pyruvátu, alfaketoglutaranu a také rozděluje řetězce aminokyselin. Narušení tohoto koloběhu pak zjitřuje již latentní příznaky případné thiaminové hypovitaminózy.
Výzkumy rovněž potvrzují, že k etiologii syndromu se může přidružit i dědičná zátěž vedoucí k nedostatku transketolázy, enzymu, který je nutnou součástí metabolismu glukózy.

## Diagnóza
Je nutné rozlišit tuto chorobu od neurologických poruch, jako jsou především časná Alzheimerova choroba, Presbyofrenie (Stařecká zapomnětlivost) a ostatní organické, či disociativní poruchy, jejichž příznaky by mohly býti zdánlivě shodné s příznaky Korsakovova syndromu. Toto rozlišení se provádí za pomocí MRI, která by měla zobrazit zřetelnou atrofii mamilárních tělísek. Krevní testy by poté měly vykazovat sníženou činnost transketolázy. Pacient obvykle podstupuje i psychologické testy, které v případě zmíněné atrofie, odhaluje rozsáhlost anterográdní a retrográdní amnézie, hodnotí kognitivní funkce, případně rozeznávají konfabulativní vzpomínky.